# 马廷鸾
马廷鸾（1222年—1289年），字翔中，宋朝饶州乐平县人。
馬灼次子，過繼給伯父馬光為子。七岁时，生父和养父相繼病故，马廷鸾三兄弟與生母相依为命。甘貧力學，二十歲為童子師。淳祐七年（1248年）进士及第，任德州教授。宝祐三年（1255年），为太学禄，召任试馆职。主张重相权，收直臣，改任秘书省正字。四年（1256年），为史馆校勘。景定元年（1260年），任沂靖惠王府教授，后来为枢密院编修官。不阿附专权的贾似道。二年（1261年），历任著作佐郎兼右司，将作少监。后任秘书少监，权直学士。四年（1263年），为起居舍人、太子右庶子、国史院编修官，实录院检讨官。咸淳元年（1265年），为端明殿直学士，签书枢密院事兼同提举编修《武经要略》。为右丞相兼枢密使。贾似道把他视为异己。咸淳八年（1272年）十一月，連上九疏，辭去相位。九年，出知绍兴府、浙东安抚大使。十年，辞免，奉祠。居家著述。宋恭帝即位，召其不至。入元不仕。至元二十六年（1289年）卒，年六十八。有著作《六经集传》、《语孟汇编》、《楚辞补记》、《碧梧玩芳集》。马廷鸾還有《读史旬编》，已佚，餘文散見於《永乐大典》，清初四库馆臣将其裒为一卷，编入《碧梧玩芳集》。其子马端临根据马廷鸾收集的典章资料，作成《文献通考》。

## 延伸阅读
[在维基数据编辑]
 《宋史/卷414》，出自脱脱《宋史》